# Нитрат неодима-аммония
Нитрат неодима-аммония — неорганическое соединение,
двойной нитрат неодима и аммония
с формулой Nd(NH4)2(NO3)5,
растворяется в воде,
образует кристаллогидраты — красно-фиолетовые кристаллы.

## Физические свойства
Нитрат неодима-аммония образует кристаллогидрат состава Nd(NH4)2(NO3)5•4H2O — красно-фиолетовые кристаллы, которые плавятся в собственной кристаллизационной воде при 47°С.
Растворяется в воде.